# 图尔叙梅蒙
图尔叙梅蒙（法語：Tours-sur-Meymont，法語發音：[tuʁ syʁ memɔ̃]）是法国多姆山省的一个市镇，属于克莱蒙费朗区。

## 地名
与通常在法语地名中表示“在……河畔”之意的“sur”不同，该地名Tours-sur-Meymont中的“sur”意为“在……上方”，表示名为图尔（Tours）的该地与梅蒙（Meymont）的位置关系（梅蒙是市镇奥列格境内的一个村庄），并以“梅蒙上方的图尔”之名区分其他的“图尔”，且事实上在该地附近也并无“梅蒙河”存在。

## 地理
图尔叙梅蒙（45°40'19"N, 3°34'34"E）面积18.09 平方千米，位于法国奥弗涅-罗讷-阿尔卑斯大区多姆山省，该省份为法国中南部省份，北起阿列省接壤，东临卢瓦尔省，南至上盧瓦爾省和康塔爾省，西接科雷兹省和克勒兹省。
与图尔叙梅蒙接壤的市镇（或旧市镇、城区）包括：欧日罗勒、拉沙佩勒阿尼翁、坎亚、多迈兹、奥列格、圣热尔韦苏梅蒙、索维亚。
图尔叙梅蒙的时区为UTC+01:00、UTC+02:00（夏令时）。

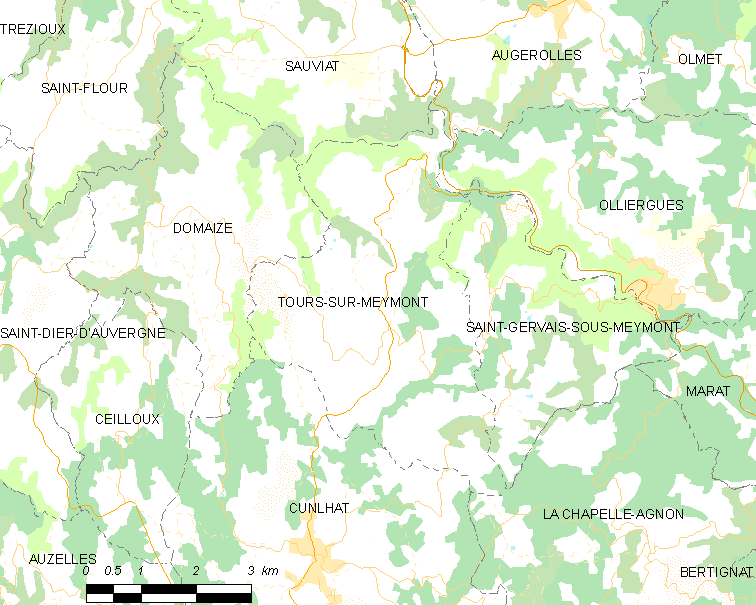
图尔叙梅蒙的OSM定位图

## 行政
图尔叙梅蒙的邮政编码为63590，INSEE市镇编码为63434。

## 政治
图尔叙梅蒙所属的省级选区为利夫拉杜瓦山县。

## 人口

1962-2008年间图尔叙梅蒙人口变化图示

图尔叙梅蒙于2022年1月1日时的人口数量为538人。